# Coupe de la Ligue 2010-2011
La Coupe de la Ligue 2010-2011 fu la 17ª edizione della manifestazione. Iniziò il 30 luglio 2010 e si concluse il 23 aprile 2011 con la finale allo Stade de France, vinta dall'Olympique Marsiglia per uno a zero contro il Montpellier. La squadra campione in carica era l'Olympique Marsiglia.

## Calendario
| Fase        | Turno            | Partita Unica                           |                                         |
| ----------- | ---------------- | --------------------------------------- | --------------------------------------- |
| Preliminari | Primo turno      | 30 luglio 2010                          | 30 luglio 2010                          |
| Preliminari | Secondo turno    | 24 agosto 2010                          | 24 agosto 2010                          |
| Preliminari | Terzo turno      | 21 settembre 2010                       | 21 settembre 2010                       |
| Fase Finale | Ottavi di finale | 26 ottobre 2010                         | 26 ottobre 2010                         |
| Fase Finale | Quarti di finale | 9 novembre 2010                         | 9 novembre 2010                         |
| Fase Finale | Semifinali       | 18 gennaio 2011                         | 18 gennaio 2011                         |
| Fase Finale | Finale           | 23 aprile 2011 Parigi (Stade de France) | 23 aprile 2011 Parigi (Stade de France) |

## Partite

### Primo Turno
| Squadra 1     | Risultato         | Squadra 2   |
| ------------- | ----------------- | ----------- |
| Angers        | 2 - 2 (2 - 4 dcr) | Bastia      |
| Strasburgo    | 2 - 2 (4 - 5 dcr) | Évian TG    |
| Grenoble      | 1 - 2             | Guingamp    |
| Clermont Foot | 3 - 1             | Metz        |
| Digione       | 1 - 2             | Amiens      |
| Troyes        | 1 - 1 (5 - 6 dcr) | Stade Reims |
| Tours         | 1 - 2             | Vannes      |
| Ajaccio       | 4 - 0             | Istres      |
| Le Havre      | 2 - 1 (dts)       | Le Mans     |
| Laval         | 3 - 2 (dts)       | Châteauroux |
| Sedan         | 0 - 0 (4 - 5 dcr) | Nîmes       |
| Boulogne      | 2 - 2 (4 - 2 dcr) | Nantes      |

### Secondo Turno
| Squadra 1     | Risultato         | Squadra 2 |
| ------------- | ----------------- | --------- |
| Clermont Foot | 2 - 3             | Boulogne  |
| Ajaccio       | 0 - 0 (4 - 2 dcr) | Vannes    |
| Amiens        | 0 - 0 (3 - 4 dcr) | Bastia    |
| Nîmes         | 2 - 0             | Laval     |
| Guingamp      | 3 - 2 (dts)       | Évian TG  |
| Stade Reims   | 0 - 2             | Le Havre  |

### Terzo Turno
| Squadra 1     | Risultato        | Squadra 2    |
| ------------- | ---------------- | ------------ |
| Nîmes         | 1 - 1(4 - 5 dcr) | Valenciennes |
| Ajaccio       | 3 - 0            | Le Havre     |
| Lorient       | 1 - 0            | Brest        |
| Monaco        | 1 - 0            | Lens         |
| Nancy         | 1 - 2            | Bordeaux     |
| Saint-Étienne | 2 - 0            | Nizza        |
| Arles         | 0 - 1            | Caen         |
| Boulogne      | 2 - 1 (dts)      | Tolosa       |
| Sochaux       | 0 - 2            | Bastia       |
| Guingamp      | 3 - 1            | Rennes       |

### Ottavi di finale
| Squadra 1       | Risultato         | Squadra 2           |
| --------------- | ----------------- | ------------------- |
| Montpellier     | 2 - 0             | Ajaccio             |
| Valenciennes    | 4 - 0             | Boulogne            |
| Monaco          | 1 - 1 (5 - 3 dcr) | Lorient             |
| Saint-Étienne   | 1 - 0             | Bordeaux            |
| Guingamp        | 0 - 1             | Olympique Marsiglia |
| Lilla           | 4 - 1             | Caen                |
| Auxerre         | 4 - 0             | Bastia              |
| Olympique Lione | 1 - 2 (dts)       | Paris Saint-Germain |

### Quarti di finale
| Squadra 1           | Risultato | Squadra 2           |
| ------------------- | --------- | ------------------- |
| Auxerre             | 2 - 0     | Saint-Étienne       |
| Valenciennes        | 1 - 3     | Paris Saint-Germain |
| Montpellier         | 2 - 1     | Lilla               |
| Olympique Marsiglia | 2 - 1     | Monaco              |

### Semifinali
| Squadra 1   | Risultato   | Squadra 2           |
| ----------- | ----------- | ------------------- |
| Montpellier | 1 - 0 (dts) | Paris Saint-Germain |
| Auxerre     | 0 - 2       | Olympique Marsiglia |

### Finale
| Arbitro: | Antony Gautier |

|           |           |  |
| Taiwo 80’ | Marcatori |  |

| Olympique Marsiglia | Montpellier |

| OLYMPIQUE MARSIGLIA: |    |                     |     |     |
|                      |    |                     |     |     |
| POR                  | 30 | Steve Mandanda (c)  |     |     |
| TD                   | 24 | Rod Fanni           |     |     |
| DC                   | 21 | Souleymane Diawara  |     |     |
| DC                   | 19 | Gabriel Heinze      |     |     |
| TS                   | 3  | Taye Taiwo          |     |     |
| CC                   | 17 | Stéphane Mbia       |     | 7’  |
| CC                   | 7  | Benoît Cheyrou      |     |     |
| CC                   | 8  | Lucho González      |     | 85’ |
| ATT                  | 28 | Mathieu Valbuena    |     | 90’ |
| ATT                  | 20 | André Ayew          |     |     |
| ATT                  | 10 | André-Pierre Gignac |     |     |
| Substitutes:         |    |                     |     |     |
| POR                  | 40 | Elinton Andrade     |     |     |
| DIF                  | 5  | Hilton              |     |     |
| DIF                  | 26 | Jean-Philippe Sabo  |     |     |
| CEN                  | 6  | Édouard Cissé       |     |     |
| CEN                  | 12 | Charles Kaboré      | 64’ | 7’  |
| CEN                  | 18 | Fabrice Abriel      |     | 85’ |
| ATT                  | 15 | Jordan Ayew         |     | 90’ |
| Manager:             |    |                     |     |     |
| Didier Deschamps     |    |                     |     |     |

| MONTPELLIER: |    |                    |     |     |
|              |    |                    |     |     |
| POR          | 1  | Laurent Pionnier   |     |     |
| TD           | 2  | Garry Bocaly       | 77’ |     |
| DC           | 3  | Mapou Yanga-Mbiwa  |     |     |
| DC           | 22 | Benjamin Stambouli |     |     |
| TS           | 27 | Cyril Jeunechamp   |     |     |
| CC           | 6  | Joris Marveaux     |     | 89’ |
| CC           | 14 | Romain Pitau (c)   |     | 73’ |
| CLD          | 29 | Younès Belhanda    |     |     |
| CLS          | 23 | Jamel Saihi        |     |     |
| ATT          | 17 | Olivier Giroud     |     |     |
| ATT          | 19 | Souleymane Camara  |     | 83’ |
| Substitutes: |    |                    |     |     |
| POR          | 16 | Geoffrey Jourdren  |     |     |
| DIF          | 25 | Xavier Collin      |     |     |
| DIF          | 31 | Teddy Mézague      |     |     |
| CEN          | 12 | Geoffrey Dernis    |     | 83’ |
| CEN          | 13 | Marco Estrada      |     |     |
| ATT          | 11 | Hasan Kabze        |     | 73’ |
| ATT          | 24 | Bengali-Fodé Koita |     | 89’ |
| Manager:     |    |                    |     |     |
| René Girard  |    |                    |     |     |

## Classifica Cannonieri
| Pos. | Nome                 | Squadra             | Goal | Pres. | Minuti Giocati |
| ---- | -------------------- | ------------------- | ---- | ----- | -------------- |
| 1    | Brice Jovial         | Le Havre            | 3    | 3     | 145'           |
| 1    | Hasan Kabze          | Montpellier         | 3    | 2     | 166'           |
| 1    | Frédéric Sammaritano | Auxerre             | 3    | 3     | 246'           |
| 1    | Vincent Aboubakar    | Valenciennes        | 3    | 2     | 159'           |
| 1    | Grégory Thil         | Boulogne            | 3    | 3     | 186'           |
| 6    | André Ayew           | Olympique Marsiglia | 2    | 3     | 346'           |
| 6    | Jonathan Ayité       | Nîmes               | 2    | 3     | 230'           |
| 6    | Anthony Knockaert    | Guingamp            | 2    | 4     | 306'           |
| 6    | Christian Kinkela    | Ajaccio             | 2    | 4     | 337'           |
| 6    | Jugurtha Hamroun     | Guingamp            | 2    | 2     | 97'            |